# Eurociudad Badajoz-Elvas-Campomayor
La Eurociudad Badajoz-Elvas-Campomayor consiste en la cooperación estrecha y conjunta entre Elvas y Campomayor, del lado de Portugal, y Badajoz del lado de España. Es un núcleo transfronterizo que cuenta con unos 180.000 habitantes, y que podría incluir en el futuro a Olivenza, también en el lado español.
Tradicionalmente de espaldas entre sí, por haber conformado la frontera lo que se llamó un auténtico "telón de corcho",[cita requerida] la democratización de España y Portugal y su posterior ingreso de la Unión Europea abrió las puertas a la cooperación entre las ciudades de ambos lados de la frontera. La afluencia de cuantiosos fondos comunitarios favoreció esa colaboración, en la última década del siglo XX y primera del XXI. Enseguida algunos documentos estratégicos evidenciaron la necesidad de conectar, en este punto de la frontera, tanto a las ciudades de Badajoz y Elvas como a las inmediatas de su entorno. El "Estudio Socioeconómico del Municipio de Badajoz", realizado en 1995 por la consultora TESYT por encargo del Ayuntamiento de Badajoz , planteó explícitamente el papel de Badajoz como conurbación y la necesidad de plantear un planeamiento territorial transfronterizo para el conjunto de Badajoz, Elvas, Talavera, Olivenza y Campomayor. Las jornadas sobre "Badajoz, mesópolis transfronteriza" incorporaría a la reflexión a expertos de otras zonas fronterizas, y sobre todo del lado portugués, planteamientos que se recogerían mucho más extensamente en el libro del sociólogo y profesor de la Universidad de Extremadura. Artemio Baigorri, "Hacia la urbe global. Badajoz, mesópolis transfronteriza".
Ya en el siglo XXI, distintos actores retomarían esas ideas de conurbación para plantear dar un paso más allá, en el marco de las nuevas posibilidades que abría la Unión Europea, planteando la conveniencia de articular un ente de gestión urbanística conjunto. Ello ha terminado cuajando en el concepto de Eurociudad Badajoz-Elvas-Campomayor, que consiste en la cooperación estrecha y conjunta entre Elvas del lado portugués y Badajoz del lado español. Es un núcleo poblacional transfronterizo que cuenta con cerca de doscientos mil (200.000) habitantes, si bien deja de lado a una de las ciudades esenciales que en las propuestas anteriores se incluía, Olivenza, ciudad transfronteriza por excelencia, por haber formado parte, en distintos momentos históricos, tanto de España como de Portugal.
La institucionalización de la eurociudad es el resultado de un protocolo firmado entre la Cámara Municipal de Elvas y el Ayuntamiento de Badajoz, el 16 de septiembre de 2013, con el objetivo de atraer más empleo, más inversión y desarrollo hacia las dos ciudades.
Con anterioridad a la firma de este protocolo, ha habido un fuerte impulso universitario y ciudadano en favor de la creación de la eurociudad que ha consistido en la publicación de artículos de periódico y, en la celebración de jornadas universitarias y, en la generación de un libro universitario, seminal y primordial y en la divulgación de la idea a partir de la Real Sociedad Económica Extremeña de Amigos del País de Badajoz y. Así mismo se ha activado a través del Observatorio del cambio.
Unidas por 8 escasos kilómetros de autovía, pero separadas por una historia que inexorablemente les impidió disfrutar de la cercanía y relaciones comunes propias de hombres y mujeres que nacieron bajo el mismo cielo, para descansar en una misma tierra., la Eurociudad se reforzará con la proyectada construcción de la nueva estación de tren Elvas-Badajoz de la futura línea de Alta Velocidad Madrid-Lisboa, aunque debido a la crisis económica, el trazado en el territorio portugués está paralizado.
Recientemente han sido presentadas las candidaturas a Interreg de dos proyectos que tratan de construir la Eurociudad entre 2016 y 2019. Así mismo ha sido presentado un análisis sociodemográfico de la Eurociudad realizado por los profesores de la Macorra, L.F. y Garrinhas, J.P. El Semanario Linhas de Elvas lo ha publicado en su edición del 3 de marzo de 2016. (enlace roto disponible en Internet Archive; véase el historial, la primera versión y la última).
En 2014 recibió el Premio de Cooperación Transfronteriza.